# Абдаламин-султан
Абдаламин-султан, Абдаламин-хан (узб. Abdalamin sulton) — представитель узбекской династии Шейбанидов, который являлся лжешейбанидом и правил в Балхском ханстве в 1598—1601 годах. Абдаламин был более известен как Исфанд-султан.

## Происхождение
Абдаламин-султан являлся названным сыном Шейбаниду Ибадулла-султану. По сведениям автора «Мухассир ал-билад», Абдаламин-султан был подставным лицом Джахан-ханум, вдовы Ибадулла-султана и её окружения.

## Политическая деятельность
После провозглашения Абдалмумина ханом Бухарского ханства, группа бухарских и балхских эмиров в 1598 году возвела на престол Балха Абдаламин-султана. Во время своего правления, Абдаламин-хану удалось устранить противников, упрочить своё положение не только в Балхе, но и в Кундузе, Талькане, Гури, Баглане, Андхуде и Шебергане. Правил он немного более трёх лет.

## Смерть
Абдаламин-хан был свергнут в 1601 году просефевидскими элементами Балха, которые посадили на престол Мухаммад Ибрахим-султана, воспитанного в Персии при дворе шаха Аббаса I. Абдаламин-хан был отправлен в тюрьму, где в ту же ночь его убил один из сторонников его противника.